# Литовско-московская война (1368—1372)
Литовско-московская война 1368—1372 годов — походы великого князя литовского Ольгерда на Московское княжество в 1368, 1370 и 1372 годах. В Рогожском летописце употребляется термин «Литовщина».

## Предыстория
В середине 1360-х годов в Великом княжестве Тверском разгорелся территориальный спор между микулинским князем Михаилом Александровичем и его дядей по отцу, кашинским князем Василием Михайловичем. На сторону кашинского князя встало Великое княжество Московское, чьим правителем был тогда номинально Дмитрий Иванович, а фактически правил митрополит киевский и московский Алексий. Сын Василия Михайловича Кашинского Михаил был женат на дочери Симеона Гордого, московской княжне Василисе, приходившейся Дмитрию Ивановичу двоюродной сестрой. На сторону же Михаила Александровича встал Ольгерд, женатый на его сестре Иулиании.
Во время отъезда Михаила к Ольгерду Василий Кашинский с сыном Михаилом, князем Еремеем Дорогобужским и московскими полками подступил к Твери и осадил её. Город взят не был, но были разграблены окрестности на правом берегу Волги. Михаил, вернувшись с литовскими полками, разгромил Еремея, подступил к Кашину, но ушёл, послушавшись тверского епископа Василия.
В 1368 году Дмитрий Иванович позвал Михаила в Москву, митрополит Алексей гарантировал ему безопасность, но над Михаилом был устроен третейский суд, он был захвачен и посажен в заточение. Михаила спас неожиданный приезд в Москву трёх ордынских мурз. Михаила отпустили, но он бежал к своему зятю Ольгерду в Литву.
Одновременно с тем Ольгерд неуклонно расширял своё влияние в землях Руси, что само по себе неизбежно усиливало противостояние между Литвой и Великим княжеством Московским.

## Первый поход
Осенью 1368 года литовский князь с большим войском двинулся на Москву. Традиционно пытаясь неожиданно ворваться во вражеские пределы, он стал наступать с юго-запада, а не с северо-запада, как обычно. Дмитрий Иванович успел только выслать сторожевой полк, состоящий из москвичей, коломенцев и дмитровцев, под командованием воеводы Дмитрия Минина и Акинфа Шубы. В это время литовцы разгромили дружину стародубского княжества Семёна Дмитриевича Крапивы. Затем Ольгерд взял Оболенск, где был убит князь Константин Юрьевич. 21 ноября в битве на реке Тросна Ольгерд разбил сторожевой московский полк; все князья, бояре и воеводы погибли. Князь Дмитрий заперся в Москве, к которой уже подошло литовское войско. Три дня стояли литовцы, Кремль не взяли, но опустошили окрестности, взяли много пленников и скота. Ольгерд снял осаду, получив известие о нападении на Литву ливонских рыцарей. Литовское войско ушло на запад, разоряя всё на своём пути. Воспользовавшись отсутствием основных литовских сил, московские войска во главе с Владимиром Андреевичем провели ответные набеги в смоленскую и брянскую земли. Владимир взял Трубчевск, выжег окрестности Стародуба, Новгород-Северского, но видя, что эти земли ему не удержать, возвратился в Москву.
В результате похода великого князя литовского Ольгерда на Москву 1368 года великий князь московский Дмитрий Иванович отказался вмешиваться в дела Твери. Княжить в Тверь возвратился Михаил, ему был выдан непокорный вассал Иеремия. Спорные земли отошли Твери.

## Второй поход
В 1370 году, после поражения от Тевтонского ордена большого литовского войска в битве при Рудаве, Дмитрий Московский вновь осадил Тверь; Михаил бежал в Литву.
В Рождественский пост Ольгерд двинулся к Москве с братом Кейстутом, Михаилом Тверским и Святославом Смоленским (за участие в походе он был отлучён от церкви константинопольским патриархом; в 1386 году погиб в сражении с литовцами). Они подошли к Волоколамску, начав штурм кремля. Князь Василий Березуйский погиб от литовского копья, но приступ был отбит. Три дня литовцы грабили окрестности, а затем двинулись к Москве. Осада началась 6 декабря 1370 года. В это время двоюродный брат Дмитрия Владимир Андреевич Храбрый начал сбор войск в Перемышле, к нему присоединились пронский князь Владимир Дмитриевич и полки рязанского князя Олега Ивановича. Понимая, что Кремль не взять, Ольгерд предложил мир, скрепив его браком своей дочери и Владимира Храброго. Но Дмитрий согласился только на перемирие до Петрова дня. Ольгерд отступил в Литву.

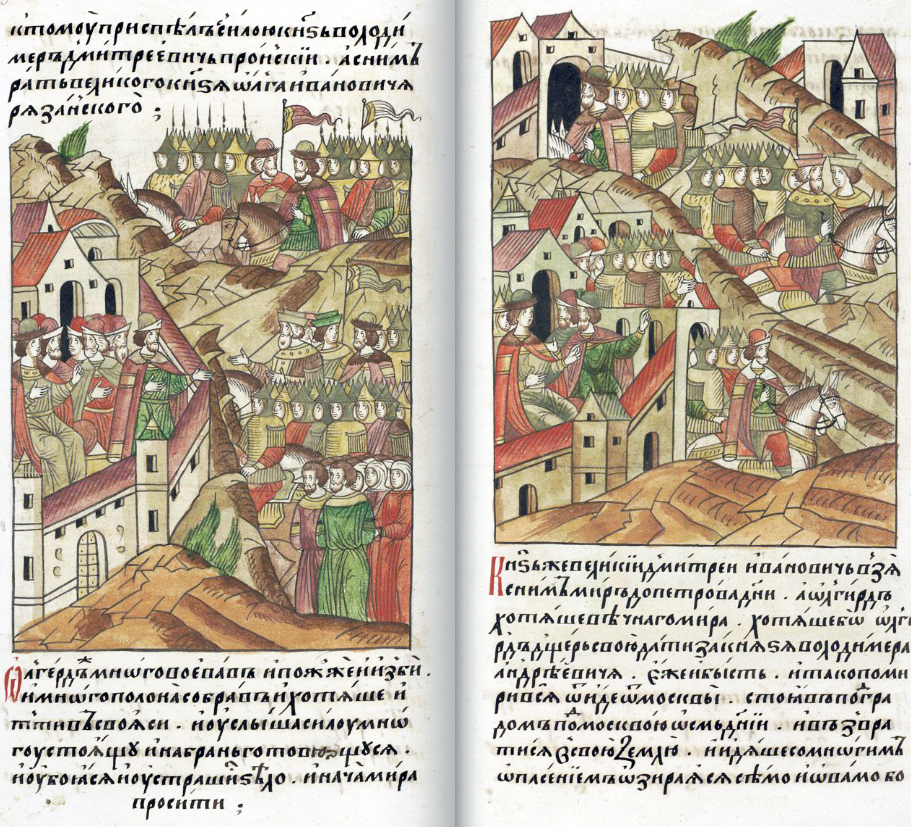
Второй поход

Однако в «Хронике Быховца», созданной в середине XVI в., содержится другое изложение событий. Из-за невозможности дать отпор Ольгерду, Дмитрий Иванович послал к нему послов, прося не выгонять его из Москвы, обещая богатые дары, предлагая все что угодно. Великий князь Литовский простил Великого князя Московского, приняв богатые дары, примирившись, сел на коня и приставил к московской стене своё копьё и, возвращаясь назад, громким голосом сказал: «Князь Великий Московский! Помни, что копье литовское стояло под Москвою». После этого, установив границу по Можайск и Коломну, с большой добычей и полоном вернулся в Литву. При этом нужно учесть, что автор «Хроники» не знает о трёх походах Ольгерда, ограничиваясь только описанием одного, а сохранившаяся «Перемирная грамота» послов великого князя литовского Ольгерда Гедеминовича с великим князем Дмитрием Ивановичем" 1371 года победным реляциям «Хроники Быховца» противоречит.
Поход великого князя литовского Ольгерда на Москву 1370 года произвел достаточно сильное и длительное впечатление. Михаил Тверской даже был утвержден Золотой Ордой в качестве князя Владимирского.

## Третий поход
В 1371 году, по Никифировской летописи в 1373 году, вновь разгорелся конфликт Твери с Москвой. Михаил получил ярлык на великое княжение владимирское от Мамая, Дмитрий не пустил его во Владимир и присягать отказался. Тогда Михаил пограбил Бежецк, Мологу и Кострому, а Дмитрий в ответ отбил Бежецк и пограбил тверские волости.
Ольгерд послал войско Кейстута, его сына Витовта, Андрея Ольгердовича и Дмитрия Друцкого. Они неудачно подступали к Переяславлю-Залесскому, но взяли Дмитров. Позже Ольгерд сам двинулся на Москву с юго-запада. После соединения у Любутска литовцев и тверичей к ним скрытно подошла рать Дмитрия. Литовский сторожевой полк был разгромлен. Оба войска отошли и встали друг против друга, разделённые глубоким оврагом. Через несколько дней было заключено перемирие (с 31 июля по 26 октября 1372 года). Договор был подписан от имени Ольгерда, Кейстута и Святослава Смоленского; в договор были включены Михаил Тверской, Дмитрий Брянский и ещё несколько князей. Ольгерд поручился, что Михаил вернёт всё награбленное в Московских землях, и если Михаил начнёт войну с Москвой, то Литва за него не вступится.

## Последующие события
В 1371 году Ольгерд просил у Константинопольского патриарха Филофея особого митрополита в Киев с властью на Смоленск, Тверь, Новосиль и Нижний Новгород. В 1373—1375 годах ему удалось добиться поставления Киприана на Киево-Литовскую митрополию с перспективой становления митрополитом всея Руси после смерти Алексия, сподвижника Дмитрия Московского.
В 1375 году после получения Михаилом Тверским ярлыка на великое княжение владимирское и нападения тверских войск на Торжок и Углич Дмитрий Иванович двинул на Тверь соединённые силы Северо-Восточной Руси, Смоленского, Брянского и верховских княжеств и осадил город. Последовавшее затем движение войск Ольгерда в направлении Твери (и затем их возвращение без столкновения с противником) традиционно трактуется историками как неудачная попытка помочь Михаилу Тверскому в нарушение условий мира 1372 года. Фактически Ольгерд разорил Смоленское княжество за участие его войск в походе на Тверь. Михаил вынужден был признать себя младшим братом московского князя, оформить с ним антиордынский союз и отказаться от претензий на Кашин (до 1382).

## В культуре
Походы Ольгерда на Москву изображены в романе Дмитрия Балашова «Отречение» из цикла «Государи Московские». В романе Михаила Каратеева «Карач Мурза» первая часть романа посвящена борьбе Москвы и Твери (часть романа так и называется «Тверь против Москвы»).